# Osmoporus mexicanus
Osmoporus mexicanus es una especie de hongo de la familia Gloeophyllaceae. El nombre anterior del género Gloeophyllum viene del griego gloiós = resina, gluten, goma, de aquí el prefijo gleo o gloeo, que significa resinoso, glutinoso, pegajoso, y phyllon = hoja, lámina. Mediante un estudio filogenético, Gloeophyllum mexicanum fue incluido en el género Osmoporus. Esta especie se separa de G. striatum y G. sepiarium por el hospedante y por el himenóforo laminar de ambas especies.

## Sinonimia
Gloeophyllum mexicanum (Mont.) Ryvarden

## Clasificación y descripción de la especie
Basidiocarpo anual a perenne, pileado, sésil a anchamente adherido, en forma de repisa y elongado a lo largo del sustrato, de 3-10 cm de largo, 1-3 cm de ancho y hasta 1 cm de espesor en la base, corchoso, macizo, principalmente aplanado. Píleo finalmente tomentoso, glabro, café oscuro a café óxido, con zonas concéntricas oscuras, casi negras, las cuales reflejan diferentes estados de desarrollo, en ejemplares maduros a viejos el píleo se vuelve grisáceo; himenóforo con poros irregulares a dedaloides y ocasionalmente con algunas láminas, de 8-12 por centímetro tangencial.

## Distribución de la especie
En México se distribuye en los estados de Chiapas, Chihuahua, Durango, México, Guanajuato, Guerrero, Hidalgo, Oaxaca, Sonora y Veracruz.

## Ambiente terrestre
Crece principalmente sobre diferentes especies de pinos (Pinus).

## Estado de conservación
Se conoce muy poco de la biología y hábitos de los hongos, por eso la mayoría de ellos no se han evaluado para conocer su estatus de riesgo (Norma Oficial Mexicana 059).